# .aq
.aq為南極國家及地區頂級域（ccTLD）的域名。.aq为在南极洲工作的组织而保留，也用于推广南极洲和南冰洋地区。这一域名由新西兰奥克兰的Mott联营公司管理。
一般情况下到南极洲的因特网连接只能通过卫星通信进行。
根据南极条约规定，用于任何南纬60度线（60°S）以南的事物。AQ域名可用于南极条约签署国的政府组织，及在南极实际存在的其他注册机构。

## 外部連結
- IANA .aq whois information（页面存档备份，存于）